# Cerkiew św. Mikołaja w Moskwie (Priesnienskij)
Cerkiew św. Mikołaja – prawosławna cerkiew w Moskwie, w rejonie Priesnienskim, w dekanacie centralnym eparchii moskiewskiej miejskiej Rosyjskiego Kościoła Prawosławnego.

## Historia
Najstarsza informacja o cerkwi św. Mikołaja znajdującej się na miejscu obecnej świątyni pochodzi z 1683, jednak istniejąca świątynia jest znacznie młodsza – została wzniesiona w 1902 według projektu G. Kaisera.
W czasie kampanii konfiskaty kosztowności cerkiewnych władze radzieckie odebrały parafii cenne elementy wyposażenia świątyni.  Miejscowa parafia funkcjonowała do 1929 (lub 1928), gdy cerkiew została zamknięta. Budynek zaadaptowano na dom kultury im. Pawlika Morozowa, rozbierając część dzwonnicy, usuwając kopuły i przebijając nieistniejące pierwotnie przejścia. Ponowne otwarcie cerkwi miało miejsce w 1992, zaś regularne nabożeństwa odbywają się od 2001.
Główny ołtarz w świątyni poświęcony jest ikonie Matki Bożej „Życiodajne Źródło”, św. Mikołaj jest patronem jednego z ołtarzy bocznych (drugi nosi wezwanie św. Dymitra z Rostowa).

## Związani z cerkwią
W latach 20. XX wieku jednym z regentów miejscowego chóru był Aleksandr Aleksandrow, późniejszy autor Hymnu Związku Radzieckiego, twórca Chóru Aleksandrowa.
Proboszczem parafii św. Mikołajа od 2009 r. do 2016 r. Wsiewołod Czaplin, pełniąc równocześnie funkcję przewodniczącego Synodalnego Wydziału ds. stosunków Kościoła i społeczeństwa. Siedziba wydziału mieści się przy świątyni.